# Leopoldamys edwardsi
Leopoldamys edwardsi es una especie de roedor de la familia Muridae, conocido como rata gigante cola larga de Edwards.

## Distribución geográfica
Se encuentra en China, India, Indonesia, Laos, Malasia, Birmania, Tailandia, y Vietnam.

## Características
es una rata grande con una larga cola. La parte posterior es de color marrón y el vientre blanco. La cola es de color marrón oscuro por encima y por debajo de color blanco o grisáceo. Los pies tienen rayas de color café. La longitud desde la cabeza hasta el cuerpo es de 21,0 a 29,0 centímetros y una longitud de la cola de 26,4 a 31,5 centímetros con un peso 230-480 gramos.

## Ecología
Viven en bosques de tierras bajas y montañas. Es principalmente nocturno y se alimenta de plantas. En general, es terrestre, pero puede trepar a los árboles cuando busca comida. Sus depredadores incluyen la marta de garganta amarilla,  civeta de las palmeras enmascarada, entre otros grandes depredadores.